# Baby Gang
Zaccaria Mouhib (Lecco, Italia, 26 de junio de 2001), conocido artísticamente como Baby Gang, es un rapero italiano-marroquí. Comenzó su carrera musical en 2018, lanzando su EP de debut, EP1, en 2021.

## Carrera
En 2018, Baby Gang lanzó su primer sencillo debut, "Street", que fue grabado en la estación de tren de Calolziocorte. Más tarde, en 2019, lanzó otros dos sencillos, "Education" y "Cella 1", que relataban sus experiencias en prisión.
En mayo de 2021, Baby Gang lanzó su primer EP, EP1; que alcanzó el número 15 en la lista de álbumes FIMI. En el mismo año lanzó su segundo EP, Deliquente, que consiguió alcanzar el séptimo puesto en la misma lista.

## Asuntos legales
Entre 2020 y 2021, a Baby Gang lo condenaron por varios delitos como difamación, violación de la propiedad intelectual y otros. El 20 de agosto de 2021, recibió una DASPO de la policía milanesa por 2 años junto al rapero Rondodasosa por provocar unos disturbios en una discoteca; la orden le prohibia entrar en bares, discotecas y lugares públicos de la ciudad. En abril de 2022, se le concedió una exención para que pudiera tocar en un club de Milán el 9 de mayo de ese año.
En enero de 2022, le detuvieron junto con dos raperos más por cuatro robos cometidos en Milán y Sondrio; se sospechaba que los tres raperos habrían sido los autores de los robos. En abril, fue detenido por resistirse a la detención al agredir a dos policías y huir del lugar.
El 26 de enero de 2023, lo condenaron a 4 años y 10 meses de prisión por robo.
El 1 de julio de 2024, fue absuelto en apelación en un juicio por robo.